# Kostenec
Kostenec (in bulgaro Костенец?) è un comune bulgaro situato nella Regione di Sofia di 14 848 abitanti (dati 2009). La sede comunale è nella località omonima.
Nel territorio comunale si trova il passo delle Porte di Traiano, con una fortezza di epoca romana.

## Località
Il comune è formato dall'insieme delle seguenti località:
- Kostenec città (sede comunale)
- Dolna Vasilica
- Golak
- Gorna Vasilica
- Kostenec campagna
- Momin prohod
- Očuša
- Pčelin
- Podgorie